# アメリカ改革党
アメリカ改革党（アメリカかいかくとう、American Reform Party）とは、アメリカ合衆国の少数政党。
1997年10月、ロス・ペローが設立したアメリカ合衆国改革党（RPUSA）から分派して結成された。

## 概要
前身となるグループは、1996年アメリカ合衆国大統領選挙におけるRPUSAの大統領候補指名選挙でロス・ペローのライバルとなった元コロラド州知事ディック・ラムを支持した。選挙結果はペローの勝利に終わったが、幾人かの有力党員は、不正な操作を行われたとして党大会を退席した。
設立後、ラムを大統領選挙への独立候補として擁立しようとしたが、彼は、自分が以前に党の決定には従うとの約束をしていたことを理由に辞退した。
以来、アメリカ改革党はいくつかの州で組織された。北マリアナ諸島改革党は、アメリカ改革党の系列である。
アメリカ改革党は、2000年の大統領選・2004年の大統領選・2008年の大統領選において、エコロジストかつ消費者運動家で左派のラルフ・ネーダーを支持した。2016年の大統領選では右派のドナルド・トランプを支持した。